# Airamanna
Airamanna là một chi bướm ngày thuộc họ Bướm xanh.

## Loài
- Airamanna columbia (Bálint, 2005)
- Airamanna rhapsodia (Bálint, 2005)
- Airamanna rhaptissima (K. Johnson, 1991)